# Iglesia de la Purísima Concepción (Villanueva de los Castillejos)
La Parroquia de la Inmaculada Concepción es un templo católico situado en la localidad de Villanueva de los Castillejos.

## Historia
Fue proyectada en el siglo XVIII para solventar dos problemas que presentaba la antigua parroquial: su estado ruinoso y la escasa capacidad para el incremento de la población. Las trazas fueron dadas por arquitectos de la Real Academia de San Fernando, aunque Fernando Rosales, arquitecto mayor del arzobispado de Sevilla, modificó los planos para reducir la ornamentación y abaratar costes. En el desarrollo de la construcción se siguió simplificando, prescindiendo de las portadas y de la torre prevista a los pies de la nave del Evangelio.
Las obras se dilataron más de un siglo, usándose como templo provisional el edificio del Pósito Municipal. La inauguración tuvo lugar en 1929. La torre no se concluyó hasta 1963, según diseño del arquitecto Francisco de la Torre.
Durante al asalto al templo al inicio de la Guerra Civil fueron destruidos todos los retablos, aunque pudieron salvarse muchas de las imágenes.

## Descripción
El interior presenta planta de cruz latina, con una única nave con cuatro tramos, antepresbiterio y capilla mayor. Todo se cubre por bóvedas de cañón rebajado con fajones y lunetos.
La capilla mayor está presidida por un retablo neobarroco colocado en 1950. Entre su imaginería destacan un San Sebastián del siglo XVI, un Niño Jesús de plomo del XVI y un San Juan Bautista y un San Francisco de Paula de XVIII. Rodean el altar dieciséis sitiales de una antigua sillería de coro del siglo XVIII, con relieves de apóstoles y evangelistas en sus respaldos.
El brazo izquierdo del crucero lo ocupa el retablo de San José, cuyo titular es una talla del siglo XVIII. El brazo opuesto tiene el retablo neobarroco de San Bartolomé. Incluye las pequeñas tallas policromadas de Santa Bárbara, Santa Teresa, Santo Tomás y Santa Catalina y las reproducciones de cinco vírgenes de devoción en la localidad: Pilar de Zaragoza, Peña de Puebla de Guzmán, Reyes de Sevilla, Cinta de Huelva y la Virgen de Piedras Albas, patrona del pueblo.
En la lado del Evangelio de la nave se sitúa el Cristo de la Vera Cruz, crucificado de Miguel Adán del último tercio de siglo XVI. Arrodillada a sus pies hay una dolorosa de escuela sevillana de la primera mitad del XVIII, con corona de la misma época. En la misma nave hay una Virgen del Carmen atribuida a Pedro Duque Cornejo. A los pies de la nave se abre la capilla bautismal, con pila de mármol y un lienzo de la Coronación de la Virgen del siglo XVIII.
En el lado de la Epístola destaca la Virgen del Rosario, tallada por Miguel Adán en 1569. Hay también un Jesús Nazareno, un San Francisco y un San Antonio del siglo XVIII y la Virgen de los Dolores. Esta imagen fue tallada por Antonio Castillo Lastrucci para la Hermandad de la Oración en el Huerto de Huelva.
También la sacristía conserva algunas obras artísticas. La Inmaculada fue tallada por Antonio León Ortega aprovechando fragmentos de una anterior destruida en 1936. El Niño Jesús es de la segunda mitad del siglo XVII. Hay también dos esculturas de San Antonio de origen portugués y una capillita de la Virgen de Piedras Albas, utilizada en tiempos pasados para pedir limosna por las casas.
Conserva amplio ajuar litúrgico, con una importante colección de cálices y copones barrocos de plata, un incensario de la primera mitad del siglo XVII y unas crismeras del XIX. Posee también un terno de damasco rojo bordado en sedas, otro de damasco blanco y una casulla verde, todo del siglo XVIII.